# Фабер, Иоганн Людвиг
Иоганн Людвиг Фабер (нем. Johann Ludwig Faber; 1635, Нюрнберг — 28 ноября 1678, Нюрнберг) — немецкий поэт и педагог.
Учился в университетах Тюбингена и Гейдельберга, с 1657 г. преподавал в Эттингене, затем в Нюрнберге.
С 1664 года участник поэтического кружка «Blumenorden».
Основные произведения Фабера:
- драмы с пением «Ирод Детоубийца» (нем. «Herodes der Kindermörder»; 1675) и
- «Авраам Благоверный и Исаак Послушный» (нем. «Abraham der Gläubige und Isaak der Gehorsame»; 1675);
- сборники стихотворений «Der gebesserte Stand Amemnons und Karinthie» (1673);
- «Das Schaflein» (1675); «Die gesunde Krankheit» (1677), а также
- «Jesu Erhöhung und Judas Verschmähung a. Jak. Baldes poetischen Wälder in deutsche Verse gebracht» (1667).